# 阿洛马先蒿
阿洛马先蒿（学名：Pedicularis aloensis）为列当科马先蒿属的植物，为中国的特有植物。分布于中国大陆的云南等地，生长于海拔3,000米至3,800米的地区，多生于林中他竹林中荫处，目前尚未由人工引种栽培。